# Traktørstedet Ludvigslyst
Traktørstedet Ludvigslyst er en dansk restaurant og traktørsted, beliggende ved Julsøs vestligste bred, i den østlige udkant af Svejbæk. Stedet åbnede som Gjæstgiveri Ludvigslyst, inden det i 1899 skiftede navn til Hotel Ludvigslyst. Det nuværende navn fik stedet i 2012, efter en længerevarende lukning og renovering.

## Historie
Ludvigslyst var oprindeligt en bondegård, og fik sit navn efter Ludvig Hemmer Sørensen, da hans mor arvede gården efter Ludvigs fars død i 1855.
Kort tid efter etableringen af Svejbæk Station, og åbningen af Skanderborg-Silkeborg-jernbanen i 1871, kom der for alvor udenbys turister til området. Derfor blev der her indrettet et mindre gæstgiveri på Ludvigslyst, primært til besøgende til Himmelbjerget. På samme tid blev der også anlagt en anløbsbro for dampskibe lige nedenfor gæstgiveriet, så turisterne kunne blive sejlet rundt på Silkeborgsøerne, og over til Himmelbjerget på den anden side af Julsø.
Der kom hurtigt mange gæster til Ludvigslyst, og J. Pind købte stedet. Han begyndte at markedsføre stedet med indrykkede annoncer i de lokale aviser med teksten: ”Silkeborg og Omegnens Beboere samt Lystreisende og Tourister anbefales mit nyindrettede Gjæstgiveri ”Ludvigslyst” ved Sveibæk Station midt for alt det Smukke i Silkeborg-Egnen mellem Silkeborg og Himmelbjerget. Billige Priser og god Betjening garanteres. J. Pind”.
Gæstgiveriet fik i 1899 opført en ny hovedbygning med hotelværelser, og skiftede i den forbindelse navn til Hotel Ludvigslyst. Flere af datidens kunstnere besøgte stedet. Blandt andet malerne Harald Foss og Johan Peter Wildenrath, samt forfatterne Johannes Brøndsted og Theodor Ewald. Når malerne
ikke havde til at betale hotelregningen, efterlod de nogle gange malerier som betaling for deres ophold. Indtil 1906 skiftede hotellet ejere flere gange, indtil købmand Chr. Mehl overtog stedet, og kort tid efter blev den hovedbygning opført, som i dag kendes og bruges som Ludvigslyst.
Da 2. verdenskrig brød ud, og Danmark blev besat, blev den danske stat i 1944 presset af Værnemagten til at købe stedet. Derefter blev der indrettet rekreationshjem for tyske marinesoldater. I januar 1945 blev stedet forvandlet til en flygtningelejr, og Ludvigslyst blev indhegnet med ståltrådshegn, og bevogtet af tyske soldater. Da den sidste flygtning forlod stedet i sommeren 1946, stod det meste i en miserabel forfatning. Efter krigen havde Ludvigslyst mange forskellige ejere, som dog aldrig fik hotellet tilbage til fordums tid. I 1989 blev der indrettet et hotel- og restaurant-museum på 1. sal af bygningen, ligesom restauranten begyndte at servere danske retter som stegt rødspætte, og stegt flæsk med persillesovs.
I 2007 besluttede byrådet i Silkeborg, at der skulle bygges et stort internationalt kurhotel på grunden, hvor Ludvigslyst ligger. Det betød at den eksisterende bygning skulle rives ned, for at give plads til nyt byggeri. Derfor lukkede man i 2008 både restaurant og museum, da Silkeborg Kommune søgte efter investor til at stå for det nye byggeri. Dette lykkedes aldrig, så kommunen måtte igen sælge grund og bygning. Dette skete til kokken Kira Provst Hansen, som efter en omfattende renovering, i maj 2012 kunne genåbne stedet under navnet Traktørstedet Ludvigslyst.
I oktober 2016 blev Ludvigslysts køkken optaget i madguiden White Guide Nordic 2017 med titlen "very fine level".